# Sharknado: The 4th Awakens
Série Sharknado
Sharknado 3: Oh Hell No!
(2015) Sharknado 5: Global Swarming
(2017)
Pour plus de détails, voir Fiche technique et Distribution.
Sharknado: The 4th Awakens, ou Sharknado : Le 4e Réveil au Québec, est un téléfilm américain de science-fiction diffusé le 31 juillet 2016 sur Syfy. Il s'agit du quatrième volet de la série de films Sharknado.

## Synopsis
Cinq ans après les événements de Sharknado 3. La tempête porteuse de requins tueurs est de retour et la cible des squales est à présent Las Vegas. Après avoir ravagé la ville alors qu'une tempête de vent les libère d'un parc d'attraction, le Sharknado se déplace et frappe plusieurs états du centre des États-Unis sans façade maritime par une série de tornades continentales. En se déplaçant et frappant diverses installations (barrage Hoover, champ de pétrole, transformateur électrique, centrale nucléaire), la tornade change de nature en se chargeant de matières de plus en plus dangereuses : poussières, pierres, pétrole, feu, électricité à haute tension, et même radioactivité. Toute la famille Shepard, enfin réunie, va devoir unir ses forces pour en venir à bout.

## Fiche technique
- Réalisation : Anthony C. Ferrante
- Scénario : Thunder Levin
- Société de production : The Asylum
- Durée : 85 minutes
- Genre : horreur

## Distribution
- Ian Ziering (VF : Christophe Seugnet) : Finley Allan « Fin » Shepard
- Tara Reid (VF : Marie Gamory) : April Dawn Wexler-Shepard[3]
- Masiela Lusha (VF : Aurélie Babled) : Gemini[4]
- Cody Linley (VF : Adrien Solis) : Matthew « Matt » Shepard[4]
- Ryan Newman (VF : Nathalie Bienaimé) : Claudia Shepard
- Imani Hakim (VF : Julie Manautines) : Gabrielle « Gabby » [4]
- David Hasselhoff (VF : Michel Voletti) : Gilbert Grayson Shepard[4]
- Tommy Davidson (VF : Jean-Pierre Leblan) : Aston Reynolds[4]
- Cheryl Tiegs (VF : Pascale Chemin) : Raye Shepard[4]
- Gary Busey (VF : Gérard Rouzier) : Wilford "Willie" Wexler[4]
- Anthony Rogers (VF : Sophie Planet) : Gil Shepard
- Robert Herjavec : Superviseur Parker[5],[4]
- Carrie Keagan (en) : Superviseur Martindale[4]
- T'Keyah Crystal Keymah : Terry [4]
- Donna Mills : Superviseur Wink[6]
- Seth Rollins : Astro-X Lopez
- Alexandra Paul : Stephanie Holdent[4]
- Gena Lee Nolin : Neely Capshaw[4]
- Vince Neil : lui-même[4]
- Wayne Newton : lui-même[4]
- Natalie Morales : elle-même[7]
- Adrian Zmed : lui-même[6]
- Dan Farr : lui-même
- Gary Herbert : lui-même
- Kenya Moore : Monique
- Maya Stojan : Romy
- Stacey Dash : Sandra Mansfield[4],[8]
- Duane Chapman : Chop-Top[4]
- Caroline Williams : Stretch
- David Faustino : Bud[4]
- Frank Mir : Jamie[4]
- Corey Taylor : Frankie[4]
- Charles Tillman : Johnny Zucker

- Version française
  - Société de doublage : /
  - Direction artistique : Jay Walker
  - Adaptation des dialogues : Anne-Sophie Derasse

Source VF : carton de doublage français télévisuel.

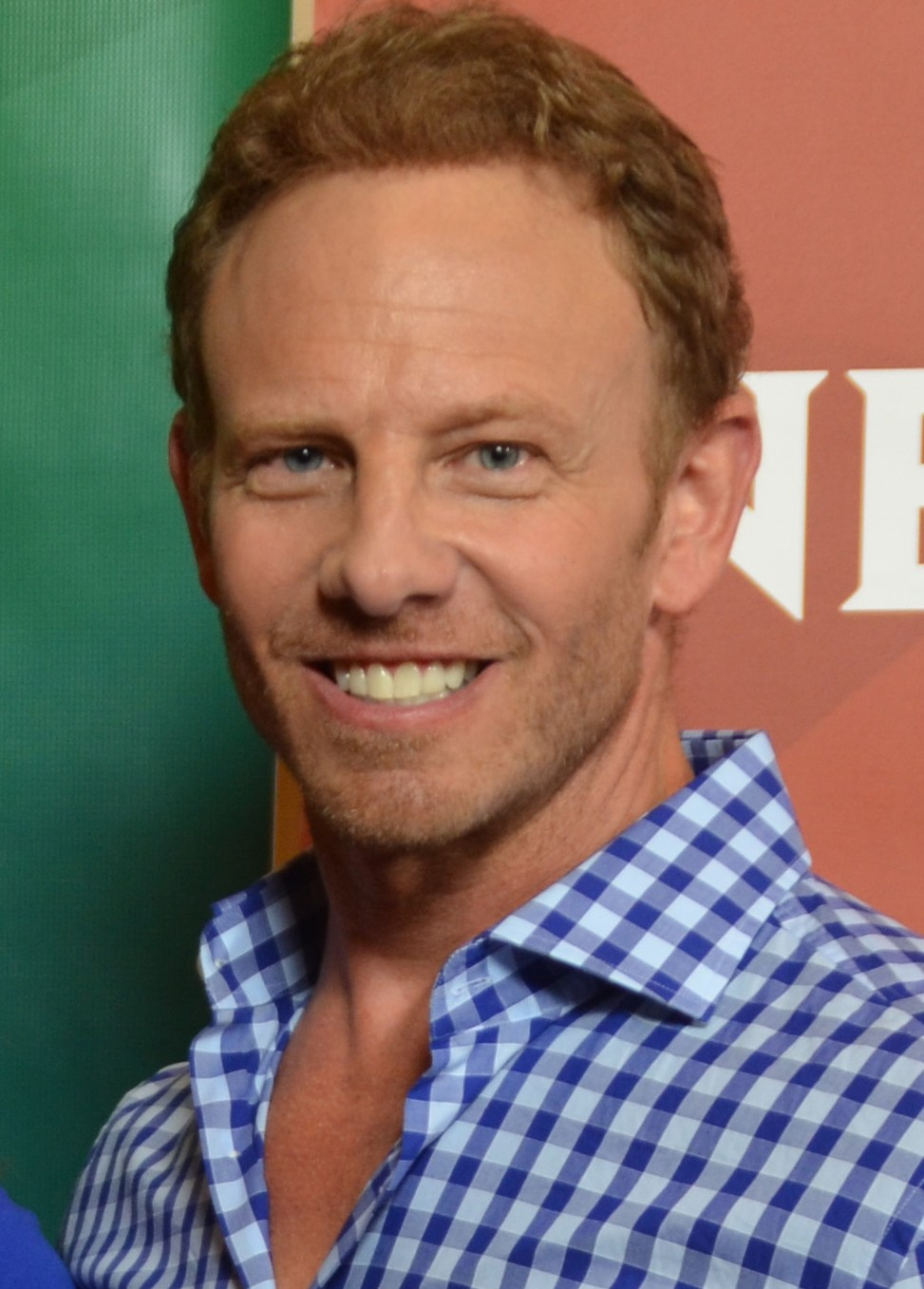
Ian Ziering interprète Fin Shepard
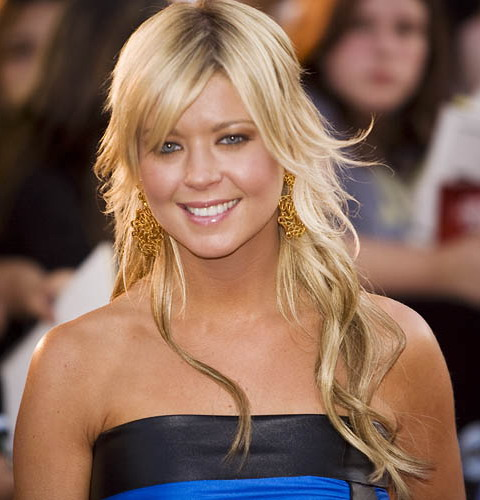
Tara Reid interprète April Wexler
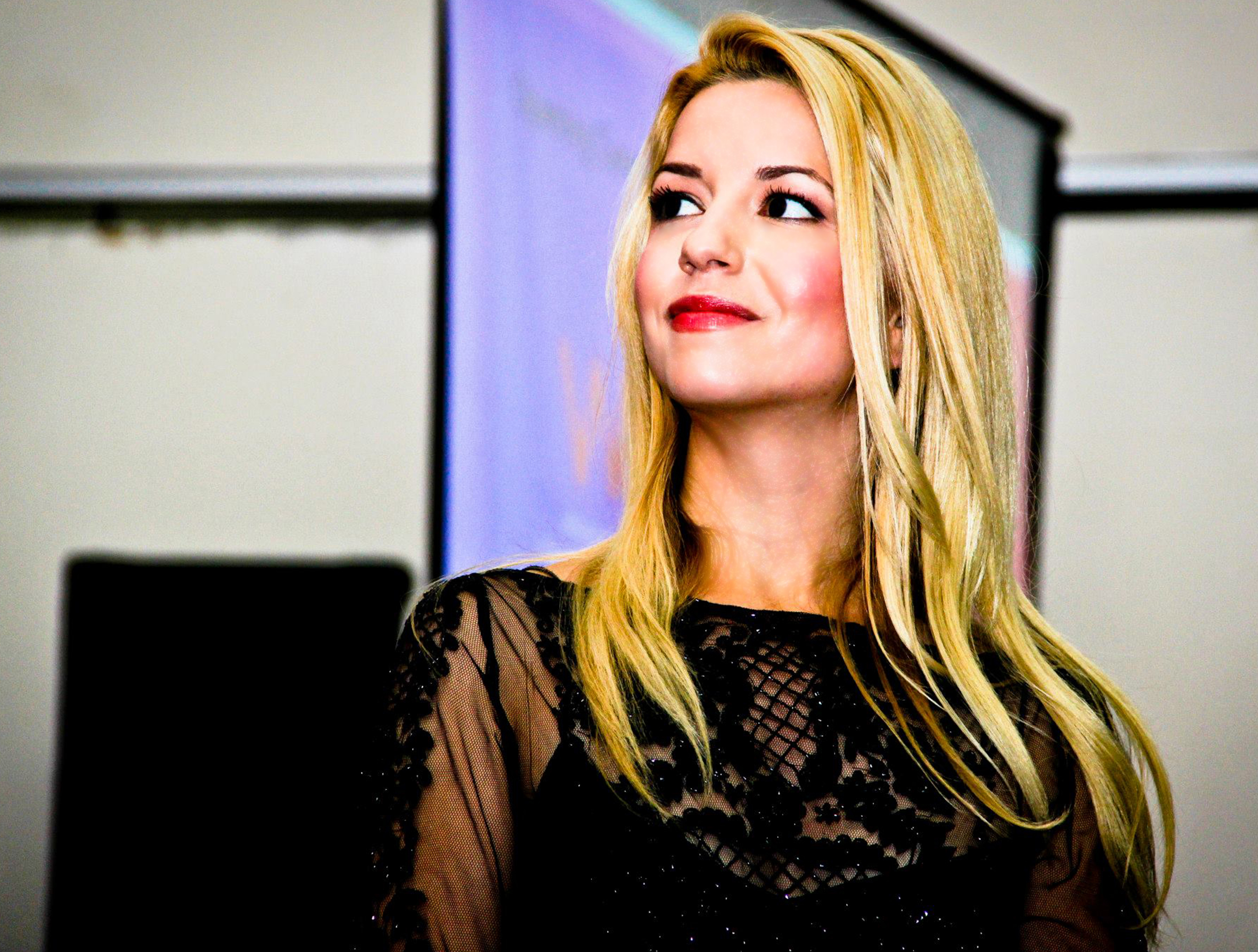
Masiela Lusha interprète Gemini.
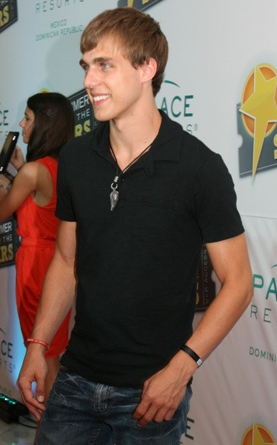
Cody Linley interprète Matt Shepard.
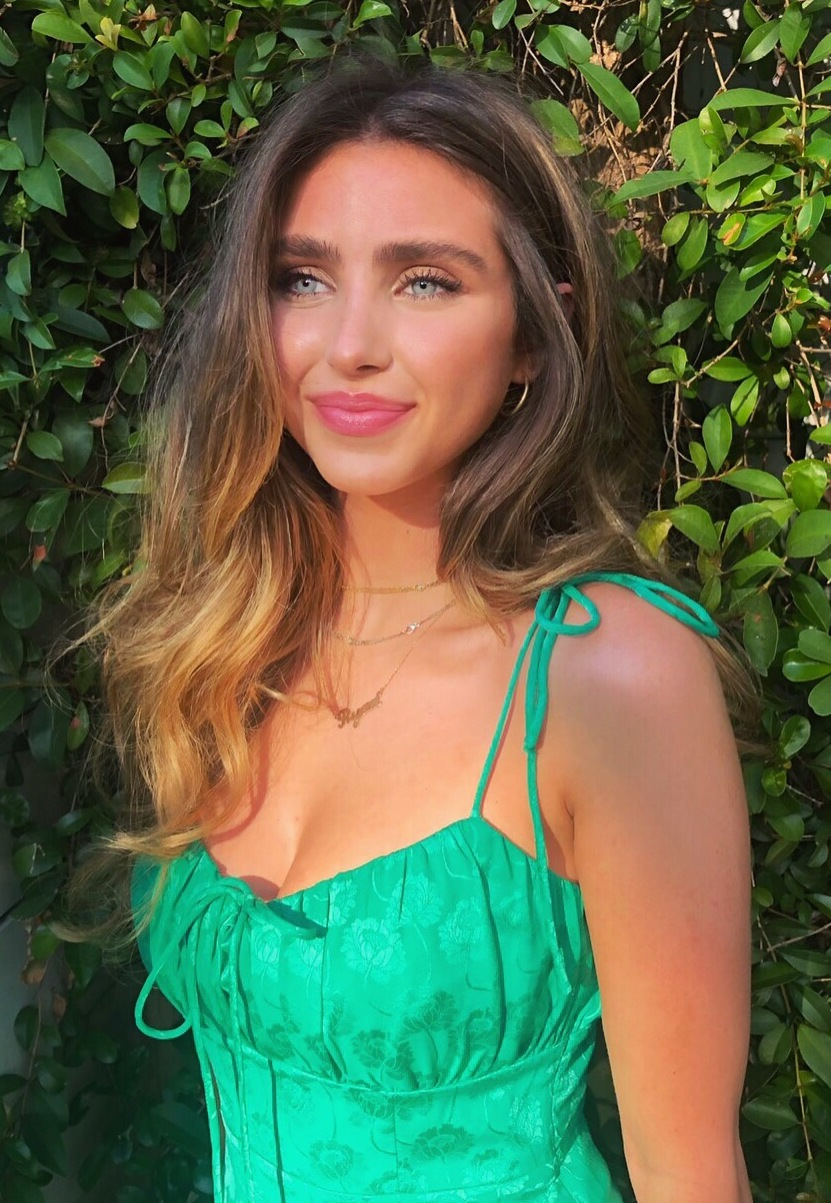
Ryan Newman interprète Claudia Shepard
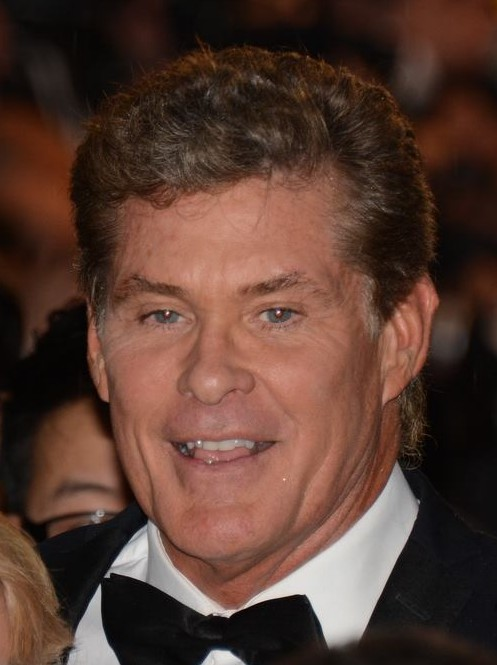
David Hasselhoff interprète Gilbert Shepard.

## Analyse